# SAGA PLANETS
SAGA PLANETS（サガプラネッツ）は、日本のアダルトゲームブランド。

## 概要
代表はふる。ファンタジー系のゲームの製作で知られている。初期は方向性が定まっていなかったため陵辱系のゲームを発売したこともあったが、『Coming×Humming!!』から恋愛ゲームを連続して作ることに決めたため、現在は『聖炎天使エレアノール』発売以降途絶えている。
ふるは、2013年6月27日に投稿したアキバBlog内の記事において、1つの作品につき1年数ヶ月かけて制作していると述べていた。
2019年11月の時点でビジュアルアーツとパートナーブランド契約を解消していたことが、代表の馬場隆博と電ファミニコゲーマーとのインタビューで判明した。
2025年4月17日に、ほんたにかなえ、とらのすけ、有末つかさの3人によるWEBサイト「かきものや」が公開された。

## ゲーム一覧
廉価版は除く。★はキネティックノベル。なお『Coming×Humming!!』から『はつゆきさくら』までの4作品は、各々が春夏秋冬と季節に纏わるキーワードを含めており、一括して「四季シリーズ」とも呼ばれている。
| #  | 発売年 | 発売日   | タイトル                                        | 原画                                                                            | シナリオ                                                  |
| -- | ------ | -------- | ----------------------------------------------- | ------------------------------------------------------------------------------- | --------------------------------------------------------- |
| 1  | 1998年 | 2月27日  | 骸 -メスを狙う顎-                               | N/A                                                                             | N/A                                                       |
| 2  | 1999年 | 4月30日  | マリオネット -傀儡-                             | うめきち                                                                        | 村上早紀、村上紳                                          |
| 3  | 1999年 | 10月1日  | 罪と罰                                          | N/A                                                                             | N/A                                                       |
| 4  | 2000年 | 7月28日  | PureHeart 〜世界で一番アナタが好き〜            | Ayumi                                                                           | TAMAMI                                                    |
| 5  | 2001年 | 3月23日  | 恋愛CHU! -彼女のヒミツはオトコのコ?-            | 有末つかさ                                                                      | TAMAMI、emp                                               |
| 6  | 2001年 | 8月31日  | もっとLOVEちゅ! -恋愛CHU! FanDisc               | 有末つかさ                                                                      | TAMAMI、emp                                               |
| 7  | 2002年 | 4月26日  | 鬼医者                                          | ささかまめぐみ                                                                  | 大隈晃洋                                                  |
| 8  | 2003年 | 4月25日  | ムギュ〜っと!ペットめいど                       | NGO                                                                             | 博恵夏樹                                                  |
| 9  | 2004年 | 1月30日  | はぁ・はぁ・テレパス 〜はじめてなのに超BINKAN〜 | ちんじゃおろおす                                                                | でぇすて                                                  |
| 10 | 2005年 | 3月25日  | ウソツキは天使のはじまり                        | 有末つかさ                                                                      | TAMAMI                                                    |
| 11 | 2006年 | 3月6日   | 不思議の国のカノジョ（★）                       | ほんたにかなえ                                                                  | 博恵夏樹                                                  |
| 12 | 2006年 | 4月3日   | 紅姫 -Kou Ki-（★）                              | 有末つかさ                                                                      | 時野つばき                                                |
| 13 | 2007年 | 6月29日  | 聖炎天使エレアノール                            | 久坂宗次                                                                        | 博恵夏樹、新島夕 不二川“でぇすて”巴人、若林浩太郎         |
| 14 | 2008年 | 6月27日  | Coming×Humming!!                                | 有末つかさ、ほんたにかなえ、小桜りょう、せせなやう                              | 新島夕、籐太、姫ノ木あく、森崎亮人                        |
| 15 | 2009年 | 7月31日  | ナツユメナギサ                                  | ほんたにかなえ、せせなやう、小桜りょう、有末つかさ                              | 新島夕、木之本みけ、若瀬諒 なたけ、藤井リルケ、姫ノ木あく |
| 16 | 2010年 | 10月29日 | キサラギGOLD★STAR                               | ほんたにかなえ、とらのすけ、ちまろ、有末つかさ                                  | 新島夕、姫ノ木あく、若瀬諒                                |
| 17 | 2012年 | 2月24日  | はつゆきさくら                                  | ほんたにかなえ、とらのすけ、ちまろ 有末つかさ、小桜りょう                       | 新島夕                                                    |
| 18 | 2013年 | 9月27日  | カルマルカ*サークル                             | ほんたにかなえ、とらのすけ、ちまろ 有末つかさ、茉宮祈芹、風見春樹、都桜和（SD） | 瀬尾順、砥石大樹、御厨みくり                              |
| 19 | 2015年 | 3月27日  | 花咲ワークスプリング!                           | ほんたにかなえ、とらのすけ、茉宮祈芹 有末つかさ、ちまろ、都桜和（SD）           | 砥石大樹、御厨みくり、Haneneko                            |
| 20 | 2016年 | 7月29日  | フローラル・フローラブ                          | ほんたにかなえ、とらのすけ、茉宮祈芹、有末つかさ、柚木ガオ （SD）               | 籐太（メイン） 御厨みくり、龍岳来、砥石大樹               |
| 21 | 2017年 | 12月22日 | 金色ラブリッチェ                                | ほんたにかなえ、とらのすけ、有末つかさ、ひさまくまこ、ぴこぴこぐらむ（SD）      | さかき傘                                                  |
| 21 | 2019年 | 2月22日  | 金色ラブリッチェ -Golden Time-                  | ほんたにかなえ、とらのすけ、有末つかさ、プリンプリン、ぴこぴこぐらむ（SD）      | さかき傘                                                  |
| 22 | 2020年 | 8月28日  | かけぬけ★青春スパーキング!                      | ほんたにかなえ、とらのすけ、有末つかさ、羽咲せいか、ぴこぴこぐらむ（SD）        | 瀬尾順、砥石大樹、保住圭、にっし～、モーリー              |
| 23 | 2022年 | 5月27日  | AMBITIOUS MISSION                               | ほんたにかなえ、とらのすけ、有末つかさ、羽咲せいか、夏彦、ぴこぴこぐらむ（SD）  | さかき傘                                                  |
| 24 | 2023年 | 5月26日  | AMBITIOUS MISSION アフターエピソード1           | ほんたにかなえ、とらのすけ、有末つかさ、羽咲せいか、ぴこぴこぐらむ（SD）        | さかき傘                                                  |
| 25 | 2023年 | 6月30日  | AMBITIOUS MISSION アフターエピソード2           | ほんたにかなえ、とらのすけ、有末つかさ、羽咲せいか、ぴこぴこぐらむ（SD）        | さかき傘                                                  |
| 26 | 2023年 | 10月25日 | AMBITIOUS MISSION つばめエッチ追加パッチ        |                                                                                 | さかき傘                                                  |

## 音声作品一覧
- 可愛いつばめくんは男の子「さっきから君のおっきいのを感じて……、お尻がうずうずしちゃってるの」

## ライブ
SAGA PLANETS FIRST SONIC 〜花咲ワークフェス2014〜
SAGA PLANETS初のライブとなる『SAGA PLANETS FIRST SONIC 〜花咲ワークフェス2014〜』が2014年11月24日に横浜ベイホールにて開催された。今までのSAGA PLANETSの歴史や、アーティストのライブ、『花咲ワークスプリング!』の声優発表が行われた。以下は出演アーティスト。
- 片霧烈火[7]
- 鈴湯[7]
- KOTOKO[7]
- 茶太[7]
- 月子[7]
- 飛蘭[7]
- 結衣菜[7]
- Larval Stage Planning[7]

## 主なスタッフ
2025年現在。
代表
- ふる

原画
- ほんたにかなえ
- とらのすけ
- 有末つかさ

その他
- パンチぴよこ
- 御河マサキ
- KURO
- すっちー
- はっしー

## 過去に在籍していたスタッフ
シナリオ
- 新島夕（2012年3月末退社、現在はフリー）

原画
- 茉宮祈芹（2016年9月末退社、現在はフリー）